# ワン・アワー・バイ・ザ・コンクリート・レイク
『ワン・アワー・バイ・ザ・コンクリート・レイク』（One Hour by the Concrete Lake）は、ペイン・オヴ・サルヴェイションの2枚目のアルバムである。

## 解説
ワン・アワー・バイ・ザ・コンクリート・レイクは世界に先駆けて1998年7月にアヴァロンレコードより発売された。翌1999年1月にはInsideOutよりヨーロッパ、11月にアメリカでそれぞれ発売された。

アルバムタイトルのコンクリート・レイクとは『世界最悪の放射能汚染湖』とされるロシアにあるカラチャイ湖のことである。
かつて原子力発電所からだされる高濃度核廃棄物を投棄されていたこの湖は、汚染を防ぐためコンクリートで埋められたが、今なお１時間そばにたっているだけで死にいたるというものである。
エントロピア同様、このアルバムもコンセプトアルバムであり、兵器開発工場で労働をする男の物語というフィクションの元、核問題、環境問題、戦争、先住民問題などがとり挙げられている非常に政治的ニュアンスの強いアルバムである。
今作よりヨハン・ハルグレンが加入。
最終トラックである『Inside Out』は、厳密には13分15秒の曲であり、アルバムのトータルタイムが60分ちょうどになる。これは、アルバム名でも出てきている、1時間そばにたっているだけで死にいたるという説明とリンクしている。日本盤では、ボーナストラックを除いても60分ちょうどとはならない。

## 収録曲
1. Spirit of the Land ( D. Gildenlöw) 0:43
Part of the Machine:
2. Inside (D.Gildenlöw/D.Magdic/K.Gildenlöw/F.Hermansson) 6:12
3. The Big Machine (D.Gildenlöw/D.Magdic) 4:21
4. New Year’s Eve (D.Gildenlöw) 5:37
Spirit of Man:
5. Handful of Nothing (D.Gildenlöw) 5:39
6. Water (D.Gildenlöw/D.Magdic) 5:05
7. Home (D.Gildenlöw) 5:44
Karachay:
8. Black Hills (D.Gildenlöw) 6:32
9. Pilgrim (D.Gildenlöw) 3:17
10. Shore Serenity (D.Gildenlöw) 3:13
11. Inside Out (D.Gildenlöw/D.Magdic/F.Hermansson) 6:37
1. 日本盤のみボーナストラックの"Beyond the Mirror"、"Timeweaver's Tale"の2曲を収録。

## メンバー
- ダニエル・ギルデンロウDaniel Gildenlöw - ヴォーカル, ギター
- ヨハン・ハルグレンJohan Hallgren - Guitar, コーラス
- フレドリック・ヘルマンソンFredrik Hermansson - キーボード
- クリストファー・ギルデンロウKristoffer Gildenlöw - ベース,　コーラス
- ヨハン・ランゲルJohan Langell - ドラム, コーラス

## その他クレジット
- Pain of Salvation - producer, mastering
- Ander "Theo" Theander - producer, engineering
- Jonas Reingold - engineering
- Mats Olsson - mastering
- Frasse Franzen - photos
- Patrik Larsson/Peel Production - cover art
- Katarina Åhlén - cello